# Crosslauf-Europameisterschaften 1996
Die 3. Crosslauf-Europameisterschaften der EAA fanden am 15. Dezember 1996 in Charleroi (Belgien) statt.
Die Männer starteten über 9,65 km, die Frauen über 4,55 km.

## Ergebnisse

### Männer

#### Einzelwertung
| Platz | Athlet            | Land | Zeit (min) |
| ----- | ----------------- | ---- | ---------- |
| 1     | Jon Brown         | GBR  | 32:37      |
| 2     | Paulo Guerra      | POR  | 33:12      |
| 3     | Mustapha Essaïd   | FRA  | 33:19      |
| 4     | Carsten Jørgensen | DEN  | 33:20      |
| 5     | Eduardo Henriques | POR  | 33:28      |
| 6     | Umberto Pusterla  | ITA  | 33:36      |
| 7     | Vincent Rousseau  | BEL  | 33:42      |
| 8     | Yann Millon       | FRA  | 33:42      |

Alle 100 gestarteten Athleten erreichten das Ziel.
Teilnehmer aus deutschsprachigen Ländern:
- 33: Heinz-Bernd Bürger (GER), 35:02
- 47: André Bucher (SUI), 35:37
- 56: Carsten Arndt (GER), 35:52
- 64: Thorsten Naumann (GER), 36:12
- 85: Rainer Wachenbrunner (GER), 37:01
- 90: Arnold Mächler (SUI), 37:31

#### Teamwertung
| Platz | Land und Athleten                                                        | Gesamtpunktzahl und Einzelplatzierung |
| ----- | ------------------------------------------------------------------------ | ------------------------------------- |
| 1     | Portugal Paulo Guerra Eduardo Henriques Vítor Almeida José Regalo        | 27 02 05 09 11                        |
| 2     | Frankreich Mustapha Essaïd Yann Millon Cédric Dehouck Mohamed Ezzher     | 47 03 08 17 19                        |
| 3     | Belgien Vincent Rousseau Marc Vanderstraeten Koen Van Rie Eric Bouffioux | 59 07 14 15 23                        |

Insgesamt nahmen 24 Nationen teil. Die deutsche Mannschaft kam mit 238 Punkten auf den 14. Platz.

### Frauen

#### Einzelwertung
| Platz | Athletin         | Land | Zeit (min) |
| ----- | ---------------- | ---- | ---------- |
| 1     | Sara Wedlund     | SWE  | 17:04      |
| 2     | Julia Vaquero    | ESP  | 17:14      |
| 3     | Annemari Sandell | FIN  | 17:19      |
| 4     | Elena Fidatov    | ROU  | 17:24      |
| 5     | Albertina Dias   | POR  | 17:29      |
| 6     | Claudia Lokar    | GER  | 17:35      |
| 7     | Yamna Oubouhou   | FRA  | 17:36      |
| 8     | Hayley Haining   | GBR  | 17:37      |

Alle 75 gestarteten Athletinnen erreichten das Ziel. Die Erstplatzierte Rumänin Iulia Negură wurde wegen Dopings mit Stanozolol disqualifiziert.
Weitere Teilnehmerinnen aus deutschsprachigen Ländern:
- 23: Petra Wassiluk (GER), 18:02
- 35: Sonja Krolik (GER), 18:14
- 38: Luminita Zaituc (GER), 18:18
- 61: Kathrin Wolf (GER), 19:26

#### Teamwertung
| Platz | Land und Athletinnen                                                | Gesamtpunktzahl und Einzelplatzierung |
| ----- | ------------------------------------------------------------------- | ------------------------------------- |
| 1     | Frankreich Yamna Oubouhou Laurence Vivier Chryssie Girard           | 27 07 09 11                           |
| 2     | Vereinigtes Königreich Hayley Haining Andrea Whitcombe Suzanne Rigg | 39 08 14 17                           |
| 3     | Belgien Anja Smolders Véronique Collard Lieve Slegers               | 43 10 15 18                           |

Insgesamt nahmen 19 Nationen teil. Die deutsche Mannschaft kam mit 64 Punkten auf den fünften Platz.